# Chlorečnany

Rezonanční struktury aniontu ClO_{3}^{−}

Chlorečnany jsou sloučeniny obsahující chlorečnanový anion ClO3−, Chlor tu má oxidační číslo +5. Jsou to soli kyseliny chlorečné (HClO3).
Jde o silná oxidační činidla, která by neměla být v blízkosti organických nebo snadno oxidovatelných látek.
Směsi chlorečnanů s prakticky jakýmkoliv zápalným materiálem (cukr, piliny, organická rozpouštědla, kovy atp.) budou snadno deflagrovat.
Z tohoto důvodu se chlorečnany používaly v pyrotechnice, ale jejich použití upadlo kvůli jejich nestabilitě. Byly nahrazeny stabilnějšími chloristany.

## Příprava
Chlorečnany kovů mohou být připraveny zaváděním chlóru do horkého roztoku alkalického hydroxidu.

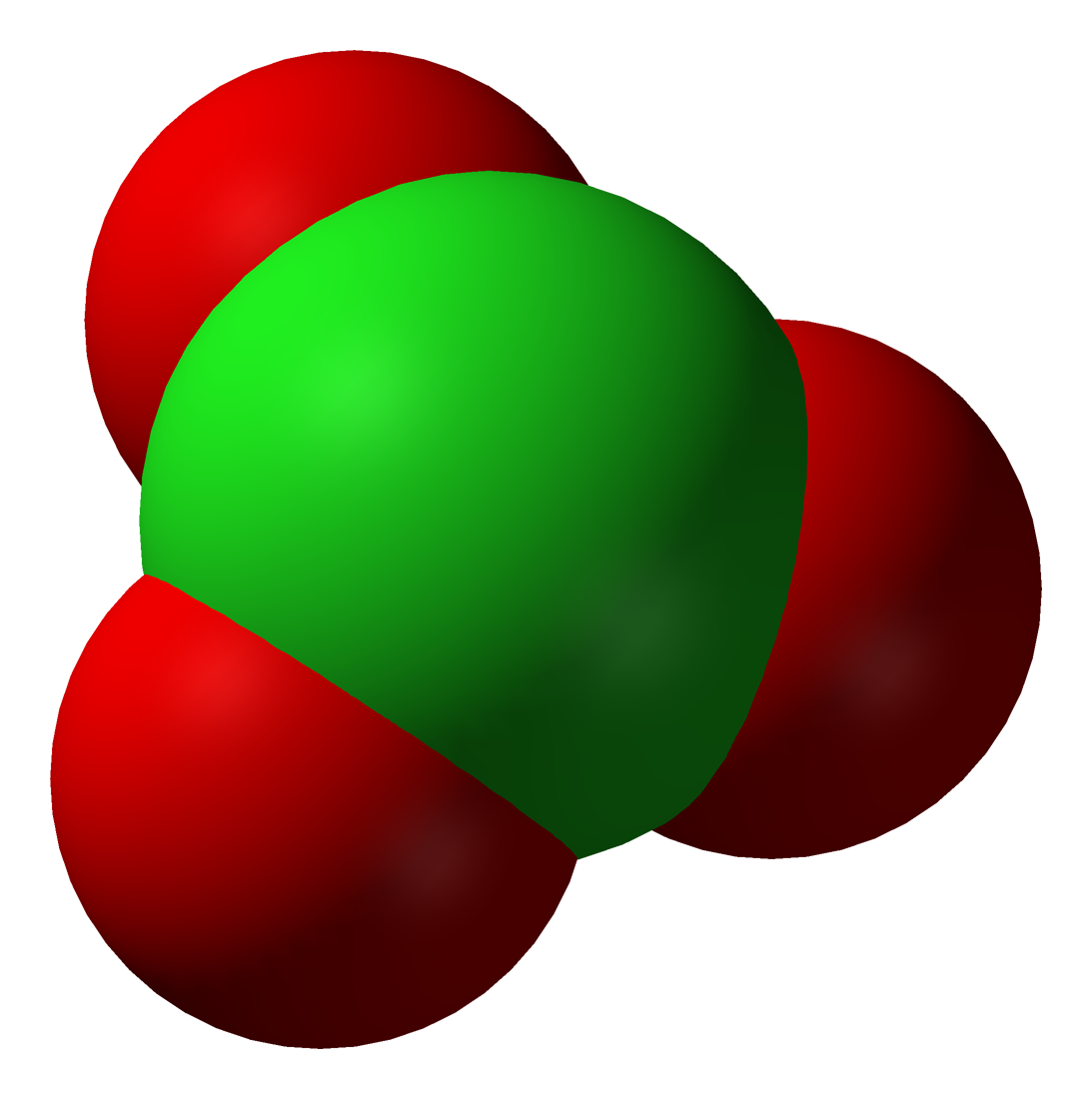
Chlorečnanový anion

3 Cl2 + 6 KOH → 5 KCl + KClO3 + 3 H2O
Při této reakci se chlór zároveň redukuje a oxiduje. Tvoří chlorid draselný (Cl−I) a chlorečnan draselný (Cl+V)
Při reakci chladného roztoku alkalického hydroxidu s chlorem se vytváří chlornan.

## Výskyt
Nedávná studie zjistila přítomnost přírodních chlorečnanů na celém světě, s nejvyššími koncentracemi na vyprahlých místech.
Chlorečnany byly také zjištěny ve vzorcích srážek s množstvím podobným množství chloristanů. Je zde podezření, že chlorečnany a chloristany mohou sdílet společný přirozený mechanismus tvorby a může být částí biochemického cyklu chlóru. Z mikrobiálního hlediska, přítomnost přírodních chlorečnanů může vysvětlit, proč jsou zde nějaké organismy schopné redukovat chlorečnany na chloridy.

## Sloučeniny
Příklady chlorečnanů
- Chlorečnan draselný (KClO3) - Snadno uvolňuje kyslík a používal se v pyrotechnice. Kvůli citlivosti jsou nahrazeny stabilnějším chloristanem.
- Chlorečnan sodný (NaClO3) - Použití jako herbicid nebo chemický generátor kyslíku.
- Chlorečnan barnatý (Ba(ClO3)2) - Je jedovatý, použití v pyrotechnických výrobcích, nestabilita.

## Toxicita
Chlorečnany jsou poměrně toxické, i když obvykle se redukují na relativně neškodné chloridy.